# راک نیشن
راک نیشن (انگلیسی: Roc Nation) یک شرکت سرگرمی آمریکایی است که توسط جی زی در سال ۲۰۰۸ تأسیس شد. این شرکت دفاتری در شهرهای نیویورک سیتی، لندن و لس آنجلس دارد. این شرکت خانهٔ بسیاری از خواننده‌ها، موسیقیدانان و آهنگسازان است از جمله جی. کول، بیگ شان، ریحانا، دمی لواتو، دی‌جی خالد، تی. آی. و یو گوتی.